# Feyenoord in het seizoen 2024/25 (vrouwen)
Het seizoen 2024/25 is het vierde jaar in het bestaan van het Rotterdamse vrouwenvoetbalelftal van Feyenoord. De club komt uit in de Eredivisie en neemt ook deel aan het toernooi om de KNVB Beker.

## Selectie en technische staf

### Selectie
| Nr.             | Nat.                      | Naam                      | Competitie  | Competitie  | Beker       | Beker       | Totaal      | Totaal      | Seizoen bij Feyenoord | Vorige club           | Contract              |
| Nr.             | Nat.                      | Naam                      | W           | Goal        | W           | Goal        | W           | Goal        | Seizoen bij Feyenoord | Vorige club           | Contract              |
| Doelvrouwen     | Doelvrouwen               | Doelvrouwen               | Doelvrouwen | Doelvrouwen | Doelvrouwen | Doelvrouwen | Doelvrouwen | Doelvrouwen | Doelvrouwen           | Doelvrouwen           | Doelvrouwen           |
| --------------- | ------------------------- | ------------------------- | ----------- | ----------- | ----------- | ----------- | ----------- | ----------- | --------------------- | --------------------- | --------------------- |
| 1               | Vlag van Nederland        | Jacintha Weimar           | 22          | 0           | 2           | 0           | 24          | 0           | 4e                    | SC Sand               | 30 juni 2026          |
| 16              | Vlag van Nederland        | Roos van Eijk             | 0           | 0           | 0           | 0           | 0           | 0           | 1e                    | AC Milan              | 30 juni 2025 (+1)     |
| 20              | Vlag van Polen            | Oliwia Szymczak           | 0           | 0           | 1           | 0           | 1           | 0           | 2e                    | KKPK Medyk Konin      | Contractloos          |
| Verdedigsters   |                           |                           |             |             |             |             |             |             |                       |                       |                       |
| 2               | Vlag van Nederland        | Maruschka Waldus          | 22          | 2           | 3           | 0           | 25          | 2           | 1e                    | Adelaide United       | 30 juni 2025          |
| 3               | Vlag van Nederland        | Danique Ypema             | 0           | 0           | 0           | 0           | 0           | 0           | 3e                    | FC Twente             | Ontbonden             |
| 4               | Vlag van Nederland        | Amber Verspaget           | 17          | 0           | 3           | 0           | 20          | 0           | 3e                    | ADO Den Haag          | 30 juni 2026          |
| 5               | Vlag van Nederland        | Celainy Obispo            | 22          | 2           | 3           | 0           | 25          | 2           | 4e                    | ADO Den Haag          | 30 juni 2026          |
| 6               | Vlag van Nederland        | Justine Brandau           | 8           | 0           | 0           | 0           | 8           | 0           | 4e                    | AFC Ajax              | 30 juni 2026          |
| 8               | Vlag van Nieuw-Zeeland    | Emma Pijnenburg           | 9           | 0           | 3           | 0           | 12          | 0           | 2e                    | Jeugd                 | 30 juni 2026          |
| 18              | Vlag van Nederland        | Lucy Heij                 | 3           | 0           | 1           | 0           | 4           | 0           | 2e                    | Jeugd                 | 30 juni 2026          |
| 24              | Vlag van Nederland        | Bridget Jno Baptiste      | 1           | 0           | 0           | 0           | 1           | 0           | 3e                    | Jeugd                 | 30 juni 2026          |
| 26              | Vlag van Nederland        | Sanne de Paus             | 0           | 0           | 0           | 0           | 0           | 0           | 1e                    | Jeugd                 | Contractloos          |
| Middenveldsters |                           |                           |             |             |             |             |             |             |                       |                       |                       |
| 7               | Vlag van België           | Jarne Teulings            | 22          | 6           | 3           | 0           | 25          | 6           | 1e                    | Fortuna Sittard       | 30 juni 2026          |
| 10              | Vlag van Nederland        | Kirsten van de Westeringh | 11          | 1           | 1           | 1           | 12          | 2           | 2e                    | ADO Den Haag          | 30 juni 2025          |
| 15              | Vlag van Japan            | Toko Koga                 | 20          | 3           | 3           | 0           | 24          | 3           | 2e                    | JFA Academy Fukushima | 30 juni 2026          |
| 19              | Vlag van Nederland        | Summer Haesakkers         | 0           | 0           | 0           | 0           | 0           | 0           | 2e                    | Jeugd                 | Contractloos          |
| 21              | Vlag van Nederland        | Tess van Bentem           | 21          | 0           | 2           | 0           | 23          | 0           | 2e                    | PEC Zwolle            | 30 juni 2027          |
| 22              | Vlag van Nederland        | Nienke Mulder             | 1           | 0           | 0           | 0           | 1           | 0           | 2e                    | Jeugd                 | Contractloos          |
| 27              | Vlag van Verenigde Staten | Talia DellaPeruta         | 0           | 0           | 0           | 0           | 0           | 0           | 1e                    | UC Sampdoria          | 30 juni 2026          |
| Aanvalsters     |                           |                           |             |             |             |             |             |             |                       |                       |                       |
| 9               | Vlag van Nederland        | Sanne Koopman             | 22          | 5           | 3           | 1           | 25          | 6           | 3e                    | VV Alkmaar            | 30 juni 2026          |
| 11              | Vlag van Nederland        | Ziva Henry                | 0           | 0           | 0           | 0           | 0           | 0           | 2e                    | AFC Ajax              | 30 juni 2025          |
| 14              | Vlag van Nederland        | Esmee de Graaf            | 22          | 10          | 3           | 0           | 25          | 10          | 3e                    | Leicester City        | 30 juni 2027          |
| 17              | Vlag van Nederland        | Noëlle van der Sluijs     | 20          | 0           | 2           | 0           | 22          | 0           | 2e                    | Jeugd                 | 30 juni 2027          |
| 23              | Vlag van Nederland        | Jada Conijnenberg         | 11          | 5           | 0           | 0           | 11          | 5           | 4e                    | Jeugd                 | 30 juni 2025          |
| 23              | Vlag van Japan            | Mao Itamura               | 10          | 2           | 3           | 2           | 13          | 4           | 1e                    | JFA Academy Fukushima | 30 juni 2027          |
| 25              | Vlag van Nederland        | Romée van de Lavoir       | 22          | 1           | 3           | 1           | 25          | 2           | 4e                    | Jeugd                 | 30 juni 2027          |
| 28              | Vlag van Nederland        | Zera Hulswit              | 7           | 1           | 3           | 0           | 10          | 1           | 1e                    | PSV                   | 30 juni 2027          |
| 29              | Vlag van Nederland        | Dechamaily Lont           | 10          | 1           | 0           | 0           | 10          | 1           | 2e                    | Jeugd                 | 30 juni 2026 Verhuurd |
| 33              | Vlag van België           | Ella Van Kerkhoven        | 21          | 13          | 3           | 2           | 24          | 15          | 2e                    | KRC Genk              | 30 juni 2025          |
| 42              | Vlag van België           | Esther Buabadi            | 10          | 0           | 2           | 0           | 12          | 0           | 1e                    | RSC Anderlecht        | 30 juni 2026          |
| Nr.             | Nat.                      | Naam                      | W           | Goal        | W           | Goal        | W           | Goal        | Seizoen bij Feyenoord | Vorige club           | Contract              |
| Nr.             | Nat.                      | Naam                      | Competitie  | Competitie  | Beker       | Beker       | Totaal      | Totaal      | Seizoen bij Feyenoord | Vorige club           | Contract              |

### Legenda
| # | Reden                                          |
| - | ---------------------------------------------- |
|   | Heeft de club in het lopende seizoen verlaten. |

### Technische staf
| Naam          | Functie           |
| ------------- | ----------------- |
| Jessica Torny | Hoofdtrainer      |
| Max Tjaden    | Assistent-trainer |
| Marc Pieters  | Assistent-trainer |

## Transfers

### Zomer

#### Aangetrokken 2024/25
| Nat.                      | Naam              | Van             | Contract          | Bijzonderheden |
| ------------------------- | ----------------- | --------------- | ----------------- | -------------- |
| Vlag van België           | Esther Buabadi    | RSC Anderlecht  | 30 juni 2026      |                |
| Vlag van Verenigde Staten | Talia DellaPeruta | UC Sampdoria    | 30 juni 2026      |                |
| Vlag van Nederland        | Roos van Eijk     | AC Milan        | 30 juni 2025 (+1) |                |
| Vlag van België           | Jarne Teulings    | Fortuna Sittard | 30 juni 2026      |                |
| Vlag van Nederland        | Maruschka Waldus  | Adelaide United | 30 juni 2025      |                |

#### Vertrokken 2024/25
| Nat.               | Naam                       | Naar           | Bijzonderheden |
| ------------------ | -------------------------- | -------------- | -------------- |
| Vlag van Nederland | Maxime Bennink             | RSC Anderlecht |                |
| Vlag van Nederland | Sisca Folkertsma           | PSV            |                |
| Vlag van Nederland | Ricci Geenen               | FC Rijnvogels  |                |
| Vlag van Nederland | Cheyenne van den Goorbergh | ADO Den Haag   |                |
| Vlag van Nederland | July Schneijderberg        | NAC Breda      |                |
| Vlag van Nederland | Zoï van de Ven             | SC Braga       |                |

### Aangetrokken
| Nat.                   | Naam              | Contract     | Bijzonderheden |
| ---------------------- | ----------------- | ------------ | -------------- |
| Vlag van Nederland     | Summer Haesakkers | Contractloos |                |
| Vlag van Nederland     | Lucy Heij         | Contractloos |                |
| Vlag van Nederland     | Dechamaily Lont   | 30 juni 2026 |                |
| Vlag van Nederland     | Nienke Mulder     | Contractloos |                |
| Vlag van Nederland     | Sanne de Paus     | Contractloos |                |
| Vlag van Nieuw-Zeeland | Emma Pijnenburg   | 30 juni 2026 |                |

#### Vertrokken 2024/25
| Nat.               | Naam            | Naar                | Bijzonderheden |
| ------------------ | --------------- | ------------------- | -------------- |
| Vlag van Nederland | Sarina Heijblom | NAC Breda           |                |
| Vlag van Nederland | Kiki Heshof     | NAC Breda           |                |
| Vlag van Nederland | Eva Nguyen      | NAC Breda           |                |
| Vlag van Nederland | Nikki Vrij      | Excelsior Rotterdam |                |

### Winter

#### Aangetrokken 2024/25
| Nat.               | Naam         | Van                   | Bijzonderheden |
| ------------------ | ------------ | --------------------- | -------------- |
| Vlag van Nederland | Zera Hulswit | PSV                   | Transfersom    |
| Vlag van Japan     | Mao Itamura  | JFA Academy Fukushima |                |

#### Vertrokken 2024/25
| Nat.               | Naam              | Naar                    | Bijzonderheden |
| ------------------ | ----------------- | ----------------------- | -------------- |
| Vlag van Nederland | Jada Conijnenberg | IFK Norrköping DFK      |                |
| Vlag van Nederland | Dechamaily Lont   | Excelsior               | Huur           |
| Vlag van Nederland | Nienke Mulder     | Fortuna Sittard         |                |
| Vlag van Nederland | Danique Ypema     | Heart of Midlothian WFC |                |

## Wedstrijdstatistieken

### Oefenwedstrijden
| Oefenwedstrijd 1                                                                   | Feyenoord | 3 – 4 (0 – 1)    | RSC Anderlecht                                             | Opstelling Feyenoord |
| 3 augustus 2024 Aanvangstijd: 14:00 uur Plaats: Rotterdam Sportcomplex Varkenoord  | Jada Conijnenberg 58' Esmee de Graaf 84', 90+1'                                                                                                 | Wedstrijdverslag | 7' Onbekend 81' Maxime Bennink 86' Onbekend 90+5' Onbekend | Van Eijk, Pijnenburg, Waldus, Verspaget, Balkhir, Van de Lavoir, Van Bentem, Buabadi, De Graaf, Koopman Invalsters: Szymczak, Conijnenberg, DellaPeruta, Teulings, Obispo, Braun, De Punder                                                          |
| Oefenwedstrijd 2                                                                   | Feyenoord | 4 – 0 (1 – 0)    | SV Saestum V1                                              | Opstelling Feyenoord |
| 23 augustus 2024 Aanvangstijd: 14.00 uur Plaats: Rotterdam Sportcomplex Varkenoord | Ella Van Kerkhoven 28' Jada Conijnenberg 79' Romée van de Lavoir 83', 90'                                                                       | Wedstrijdverslag |                                                            | Szymczak, Van Bentem, Verspaget, Obispo, Heij, Waldus, Koopman, Teulings, Van de Lavoir, Van Kerkhoven, De Graaf Invalsters: Weimar, Van Eijk, Conijnenberg, Haesakkers, Lont, Balkhir, Bloem, Schutte, Braun, Oudejans                              |
| Oefenwedstrijd 3                                                                   | AZ | 0 – 1 (0 – 0)    | Feyenoord                                                  | Opstelling Feyenoord |
| 30 augustus 2024 Aanvangstijd: 11.00 uur Plaats: Wijdewormer AFAS Trainingscomplex | | Wedstrijdverslag | 84' Imara Schutte                                          | Weimar, Van Bentem, Koga, Obispo, Heij, Koopman, Waldus, Teulings, Van de Lavoir, Van Kerkhoven, Buabadi Invalsters: Szymczak, Van Eijk, Verspaget, Balkhir, De Graaf, Lont, Conijnenberg, Bloem, Braun, Schutte                                     |
| Oefenwedstrijd 4                                                                   | Chelsea | 9 – 0 (4 – 0)    | Feyenoord                                                  | Opstelling Feyenoord |
| 7 september 2024 Aanvangstijd: 13.00 uur Plaats: Kingston upon Thames Kingsmeadow  | Sandy Baltimore 4' Mayra Ramirez 7' Sjoeke Nüsken 31' Wieke Kaptein 45+2' Millie Bright 63' Agnes Beever-Jones 75', 84', 90+2' Maika Hamano 75' | Wedstrijdverslag | Celainy Obispo                                             | Szymczak, Koga ( 66' Braun), Verspaget, Obispo ( 27' Van Bentem), Brandau ( 46' Heij), Conijnenberg ( 66' Balkhir), Waldus ( 66' Oudejans), Teulings ( 66' Mulder), Van de Lavoir ( 66' Buabadi), Van Kerkhoven ( 46' Koopman), De Graaf ( 66' Lont) |
| Oefenwedstrijd 5                                                                   | Tottenham Hotspur | 2 – 0 (0 – 0)    | Feyenoord                                                  | Opstelling Feyenoord |
| 11 september 2024 Aanvangstijd: 13.00 uur Plaats: Londen                           | Lenna Gunning-Williams Olga Ahtinen | Wedstrijdverslag |                                                            | Weimar, Van Bentem ( 46' Braun), Koga ( 69' Verspaget), Obispo, Heij ( 69' Oudejans), Waldus, Teulings ( 69' Mulder), Koopman ( 69' Balkhir), Buabadi ( 69' Lont), Van Kerkhoven ( 69' Conijnenberg), De Graaf ( 69' Van de Lavoir)                  |
| Oefenwedstrijd 6                                                                   | Feyenoord | 2 – 2 (0 – 2)    | Bayer 04 Leverkusen                                        | Opstelling Feyenoord |
| 24 oktober 2024 Aanvangstijd: 12.30 uur Plaats: Siebengewald Sportpark 't Eindpunt | Sanne Koopman 68' Jada Conijnenberg 70' | Wedstrijdverslag | 22' Caroline Kehrer 45+2' Vanessa Haim                     | Weimar, Van Bentem, Verspaget, Obispo, Van der Sluijs, Waldus, Mulder ( 46' Pijnenburg), Koopman, Van de Lavoir, Conijnenberg, De Graaf ( 46' Oudejans) Wisselspeelsters: Szymczak, Van Eijk, Vickers, Braun, Janga                                  |
| Oefenwedstrijd 6                                                                   | Feyenoord | 0 – 1            | China                                                      | Opstelling Feyenoord |
| 3 december 2024 Aanvangstijd: Onbekend Plaats: Rotterdam Sportcomplex Varkenoord   | |                  | Onbekend                                                   | Van Eijk, Pijnenburg, Ypema, Verspaget, Brandau, Van Bentem, Buabadi, Koga, Mulder, Conijnenberg, Van der Sluijs |
| Oefenwedstrijd 7                                                                   | Qatar FC | 0 – 16           | Feyenoord                                                  | Opstelling Feyenoord |
| 8 januari 2025 Aanvangstijd: 17.30 uur Plaats: Aspire Zone Aspire Academy          | |                  | Doelpuntenmakers niet bekend                               | Weimar, Pijnenburg, Waldus, Koga, Heij, Van Bentem, Van de Westeringh, Teulings, Van de Lavoir, Van Kerkhoven, De Graaf |
| Oefenwedstrijd 8                                                                   | AZ | 4 – 6 (3 – 3)    | Feyenoord                                                  | Opstelling Feyenoord |
| 10 mei 2025 Aanvangstijd: Onbekend Plaats: Wijdewormer AFAS Trainingscomplex       | Isa Colin Ilvy Zijp Bo op de Weegh Floor Spaan pen'                                                                                             |                  | Onbekend                                                   | Onbekend |

### Eredivisie
|       | ADO Den Haag | AFC Ajax | AZ    | Excelsior | Fortuna Sittard | sc Heerenveen | PEC Zwolle | PSV   | Telstar | FC Twente | FC Utrecht |
| ----- | ------------ | -------- | ----- | --------- | --------------- | ------------- | ---------- | ----- | ------- | --------- | ---------- |
| Thuis | 3 – 0        | 0 – 0    | 1 – 1 | 7 – 0     | 1 – 2           | 1 – 0         | 2 – 0      | 1 – 4 | 8 – 1   | 1 – 4     | 0 – 3      |
| Uit   | 1 – 3        | 2 – 0    | 0 – 1 | 3 – 5     | 0 – 5           | 0 – 3         | 0 – 6      | 3 – 2 | 1 – 2   | 3 – 2     | 1 – 0      |

| Speelronde 1                                                                          | Feyenoord | 1 – 1 (1 –0 )               | AZ | Opstelling Feyenoord |
| 29 september 2024 Aanvangstijd: 12.15 uur Plaats: Rotterdam Sportcomplex Varkenoord   | Maruschka Waldus 22' Justine Brandau 60' Jada Conijnenberg 90'                                                                                   | Wedstrijdverslag            | 57' Ilvy Zijp 87' Isa Colin 90+4' Romaissa Boukakar                                                                                                   | Weimar, Van Bentem ( 77' Van Bentem), Koga, Obispo, Brandau ( 77' Verspaget), Koopman, Waldus, Teulings, Van de Lavoir ( 87' Buabadi), Van Kerkhoven ( 63' Conijnenberg), De Graaf                                    |
| Speelronde 2                                                                          | ADO Den Haag | 1 – 3 (0 – 1)               | Feyenoord | Opstelling Feyenoord |
| 6 oktober 2024 Aanvangstijd: 16.45 uur Plaats: Den Haag Bingoal Stadion               | Daniëlle Noordermeer 67' Pleun Raaijmakers 87'                                                                                                   | Wedstrijdverslag            | 12' 90+1' Ella Van Kerkhoven 52', 86' 90' Esmee de Graaf 56' Celainy Obispo 67' Justine Brandau 68' Romée van de Lavoir                               | Weimar, Van Bentem ( 80' Buabadi), Koga, Obispo, Brandau, Van de Lavoir ( 80' Verspaget), Waldus, Teulings, De Graaf, Koopman ( 63' Conijnenberg), Van Kerkhoven ( 90+4' Lont)                                        |
| Speelronde 3                                                                          | Feyenoord | 0 – 3 (0 – 0)               | FC Utrecht | Opstelling Feyenoord |
| 12 oktober 2024 Aanvangstijd: 14.00 uur Plaats: Rotterdam Sportcomplex Varkenoord     | Justine Brandau 65' | Wedstrijdverslag            | 65' Justine Brandau 48' Lena Mahieu 62' Dieke van Straten 73' Nurija van Schoonhoven 90' Tami Groenendijk                                             | Weimar, Van Bentem ( 87' Buabadi), Koga, Obispo, Brandau ( 77' Van der Sluijs), Koopman ( 66' Conijnenberg), Waldus, Teulings, Van de Lavoir ( 65' Verspaget), Van Kerkhoven, De Graaf                                |
| Speelronde 4                                                                          | Feyenoord | 0 – 0 (0 – 0)               | Ajax | Opstelling Feyenoord |
| 20 oktober 2024 Aanvangstijd: 12.15 uur Plaats: Rotterdam Sportcomplex Varkenoord     | Jada Conijnenberg 82' | Wedstrijdverslag            | | Weimar, Van Bentem, Koga, Obispo, Brandau ( 82' Van der Sluijs), Koopman ( 81' Mulder), Waldus, Teulings ( 63' Buabadi), Van de Lavoir ( 62' Verspaget), Van Kerkhoven ( 75' Conijnenberg), De Graaf                  |
| Speelronde 5                                                                          | sc Heerenveen | 0 – 3 (0 – 1)               | Feyenoord | Opstelling Feyenoord |
| 2 november 2024 Aanvangstijd: 16.30 uur Plaats: Heerenveen Abe Lenstra Stadion        | Eef Smits 90+1' | Wedstrijdverslag            | 10' Esmee de Graaf 67' Jada Conijnenberg 80' Toko Koga                                                                                                | Weimar, Van Bentem, Koga, Obispo, Brandau ( 61' Van der Sluijs), Van de Lavoir ( 72' Buabadi), Waldus, Teulings, Koopman ( 72' Verspaget), Van Kerkhoven ( 61' Conijnenberg), De Graaf ( 79' Lont)                    |
| Speelronde 6                                                                          | Feyenoord | 2 – 0 (2 – 0)               | PEC Zwolle | Opstelling Feyenoord |
| 9 november 2024 Aanvangstijd: 16.30 uur Plaats: Rotterdam Sportcomplex Varkenoord     | Ella Van Kerkhoven 27', 45+1' Tess van Bentem 56'                                                                                                | Wedstrijdverslag[dode link] | | Weimar, Van Bentem, Koga, Obispo, Brandau ( 46' Van der Sluijs), Van de Lavoir ( 88' Lont), Waldus, Koopman, De Graaf, Van Kerkhoven ( 62' Conijnenberg), Buabadi ( 69' Verspaget)                                    |
| Speelronde 7                                                                          | Fortuna Sittard | 0 – 6 (0 – 3)               | Feyenoord | Opstelling Feyenoord |
| 16 november 2024 Aanvangstijd: 18.45 uur Plaats: Rotterdam Fortuna Sittard Stadion    | | Wedstrijdverslag            | 17' Sanne Koopman 45+2' Jarne Teulings 45+3' Esmee de Graaf 62' Ella Van Kerkhoven 68' Celainy Obispo 76' Romée van de Lavoir 90+1' Jada Conijnenberg | Weimar, Van Bentem, Toko Koga, Obispo, Brandau ( 63' Van der Sluijs), Koopman ( 71' Pijnenburg), Waldus ( 71' Verspaget), Teulings, Van de Lavoir, Van Kerkhoven ( 63' Conijnenberg), De Graaf ( 46' Buabadi)         |
| Speelronde 8                                                                          | FC Twente | 3 – 2 (2 – 2)               | Feyenoord | Opstelling Feyenoord |
| 24 november 2024 Aanvangstijd: 12.15 uur Plaats: Enschede Sportpark Schreurserve      | Ella Peddemors 8' Jaimy Ravensbergen 31' Sophie te Brake 49'                                                                                     | Wedstrijdverslag            | 20', 33' Ella Van Kerkhoven 57' Tess van Bentem | Weimar, Van Bentem ( 82' Lont), Koga, Obispo, Brandau ( 64' Van der Sluijs), Waldus,Van de Lavoir ( 71' Buabadi), Koopman, Teulings ( 77' Conijnenberg), De Graaf, Van Kerkhoven                                      |
| Speelronde 9                                                                          | Feyenoord | 8 – 1 (2 – 1)               | Telstar | Opstelling Feyenoord |
| 7 december 2024 Aanvangstijd: 16.30 uur Plaats: Rotterdam Sportcomplex Varkenoord     | Ella Van Kerkhoven 33' (pen), 49' Esmee de Graaf 38' Jarne Teulings 51', 83' Noëlle van der Sluijs 56' Jada Conijnenberg 61' Dechamaily Lont 88' | Wedstrijdverslag            | 25' Lieke Vis | Weimar, Van Bentem ( 64' Pijnenburg), Koga ( 69' Verspaget), Obispo, Van der Sluijs, Koopman ( 61' Van de Westeringh), Waldus, Teulings, Van de Lavoir, Van Kerkhoven ( 60' Conijnenberg), De Graaf ( 60' Lont)       |
| Speelronde 10                                                                         | Excelsior | 3 – 5 (1 – 1)               | Feyenoord | Opstelling Feyenoord |
| 15 december 2024 Aanvangstijd: 16.45 uur Plaats: Rotterdam Van Donge & De Roo Stadion | Sabrine Ellouzi 45' Yentl van Goch 60' Yara Helderman 80' 90+4' Dana Breewel 86' Jacintha Weimar 90+5' (e.d.)                                    | Wedstrijdverslag            | 45' Tess van Bentem 42' Esmee de Graaf 46', 84' Toko Koga 61' Ella Van Kerkhoven 80' Dechamaily Lont 90+6' Jada Conijnenberg                          | Weimar, Van Bentem, Koga, Obispo ( 90+5' Heij), Van der Sluijs, Koopman ( 46' Verspaget), Waldus, Teulings, Van de Lavoir ( 72' Lont), Van Kerkhoven ( 72' Conijnenberg), De Graaf ( 86' Van de Westeringh)           |
| Speelronde 11                                                                         | Feyenoord | 1 – 4 (0 – 3)               | PSV | Opstelling Feyenoord |
| 21 december 2024 Aanvangstijd: 16.30 uur Plaats: Rotterdam De Kuip                    | Jarne Teulings 26' Esmee de Graaf 70' Jada Conijnenberg 76'                                                                                      | Wedstrijdverslag            | 12' 55' Melanie Bross 15' Riola Xhemaili 18', 51' Chimera Ripa 80' Fleur Stoit                                                                        | Weimar, De Graaf ( 79' Lont), Koga, Obispo, Van der Sluijs ( 71' Baptiste), Koopman ( 46' Pijnenburg), Waldus ( 71' Van de Westeringh), Teulings, Van de Lavoir ( 46' Conijnenberg), Van Kerkhoven, Buabadi           |
| Speelronde 12                                                                         | Feyenoord | 1 – 0 (0 – 0)               | sc Heerenveen | Opstelling Feyenoord |
| 19 januari 2025 Aanvangstijd: 16.45 uur Plaats: Rotterdam Sportcomplex Varkenoord     | Kirsten van de Westeringh 66' | Wedstrijdverslag            | | Weimar, Van Bentem, Koga, Obispo, Van der Sluijs, Koopman ( 46' Van de Westeringh), Waldus, Teulings ( 84' Verspaget), Van de Lavoir ( 74' Lont), Van Kerkhoven, De Graaf                                             |
| Speelronde 13                                                                         | AZ | 0 – 1 (0 – 0)               | Feyenoord | Opstelling Feyenoord |
| 25 januari 2025 Aanvangstijd: 14.00 uur Plaats: Wijdewormer AFAS Trainingscomplex     | Manique de Vette 32' | Wedstrijdverslag            | 57' Ella Van Kerkhoven 59' Esmee de Graaf | Weimar, Van Bentem, Koga, Obispo, Van der Sluijs, Koopman ( 66' Pijnenburg), Waldus, Teulings ( 66' Van de Westeringh), Van de Lavoir ( 86' Verspaget), Van Kerkhoven ( 86' Lont), De Graaf (Sjabloon:Wissel Itamura) |
| Speelronde 14                                                                         | Feyenoord | 3 – 0 (2 – 0)               | ADO Den Haag | Opstelling Feyenoord |
| 2 februari 2025 Aanvangstijd: 16.45 uur Plaats: Rotterdam Sportcomplex Varkenoord     | Ella Van Kerkhoven 5', 39', 90+1' | Wedstrijdverslag            | | Weimar, Van Bentem, Koga, Obispo, Van der Sluijs ( 49' Pijnenburg), Koopman ( 62' Itamura), Waldus, Teulings ( 75' Verspaget), Van de Lavoir, Van Kerkhoven, De Graaf ( 62' Van de Westeringh)                        |
| Speelronde 15                                                                         | Ajax | 2 – 0 (1 – 0)               | Feyenoord | Opstelling Feyenoord |
| 8 februari 2025 Aanvangstijd: 16.30 uur Plaats: Amsterdam Johan Cruijff Arena         | Danique Tolhoek 21' Danique Noordman 48' Toko Koga 80' (e.d.)                                                                                    | Wedstrijdverslag            | 61' Noëlle van der Sluijs 87' Ella Van Kerkhoven | Weimar, Van Bentem ( 90+3' Verspaget), Koga, Obispo, Van der Sluijs ( 84' Itamura), Van de Westeringh ( 63' Van de Westeringh), Waldus, Teulings, Van de Lavoir ( 64' Hulswit), Van Kerkhoven, De Graaf               |
| Speelronde 16                                                                         | Telstar | 1 – 2 (1 – 2)               | Feyenoord | Opstelling Feyenoord |
| 1 maart 2025 Aanvangstijd: 16.30 uur Plaats: Velsen-Zuid 711 Stadion                  | Jannette van Belen 43' | Wedstrijdverslag            | 36' 45+2' Ella Van Kerkhoven 37' Mao Itamura 53' Tess van Bentem                                                                                      | Weimar, Van Bentem, Verspaget, Obispo, Van der Sluijs, Itamura, Waldus, Teulings ( 63' Koopman), Van de Lavoir ( 63' Hulswit), Van Kerkhoven ( 73' Van de Westeringh), De Graaf                                       |
| Speelronde 17                                                                         | Feyenoord | 1 – 4 (0 – 2)               | FC Twente | Opstelling Feyenoord |
| 8 maart 2025 Aanvangstijd: 14.00 uur Plaats: Rotterdam Sportcomplex Varkenoord        | Esmee de Graaf 51' | Wedstrijdverslag            | 29' Kayleigh van Dooren 39' Lynn Groenewegen 59' Alieke Tuin 84' Sophie te Brake                                                                      | Weimar, Van Bentem, Koga, Obispo, Van der Sluijs, Koopman ( 60' Hulswit), Waldus, Teulings ( 73' Van de Westeringh), Van de Lavoir ( 60' Itamura), Van Kerkhoven, De Graaf                                            |
| Speelronde 18                                                                         | PEC Zwolle | 0 – 6 (0 – 6)               | Feyenoord | Opstelling Feyenoord |
| 23 maart 2025 Aanvangstijd: 14.30 uur Plaats: Zwolle MAC³PARK stadion                 | Mayke Lindner 31' | Wedstrijdverslag            | 15' Esmee de Graaf 18', 21', 43' Sanne Koopman 32' Celainy Obispo 45+2' Maruschka Waldus                                                              | Weimar, Van Bentem ( 62' Heij), Koga, Obispo, Pijnenburg, Waldus ( 72' Verspaget), Itamura ( 78' Buabadi), Teulings, van de Lavoir ( 72' Van der Sluijs), Koopman, De Graaf ( 62' Hulswit)                            |
| Speelronde 19                                                                         | Feyenoord | 1 – 2 (0 – 0)               | Fortuna Sittard | Opstelling Feyenoord |
| 29 maart 2025 Aanvangstijd: 16.30 uur Plaats: Rotterdam Sportcomplex Varkenoord       | Sanne Koopman 55' | Wedstrijdverslag            | 75' Rosa van Wershoven 82' Venla Lindfors | Weimar, Van Bentem, Koga, Obispo, Pijnenburg, Koopman, Waldus ( 81' Verspaget), Teulings ( 90+2' Van der Sluijs), Van de Lavoir, Van Kerkhoven ( 61' Itamura), De Graaf ( 61' Hulswit)                                |
| Speelronde 20                                                                         | FC Utrecht | 1 – 0 (0 – 0)               | Feyenoord | Opstelling Feyenoord |
| 21 april 2025 Aanvangstijd: 14.30 uur Plaats: Utrecht Sportcomplex Zoudenbalch        | Nikita Tromp 62' Ilse van der Zanden 84' | Wedstrijdverslag            | 52' Noëlle van der Sluijs | Weimar, Van Bentem, Koga, Obispo, Pijnenburg ( 46' Van de Lavoir), Itamura ( 65' Verspaget), Waldus, Teulings, De Graaf, Van Kerkhoven, Koopman ( 46' Van der Sluijs)                                                 |
| Speelronde 21                                                                         | Feyenoord | 7 – 0 (1 – 0)               | Excelsior | Opstelling Feyenoord |
| 3 mei 2025 Aanvangstijd: 14.00 uur Plaats: Rotterdam De Kuip                          | Celainy Obispo 34' Yaël Mollink 52' (e.d.) Esmee de Graaf 60' Jarne Teulings 71', 77', 90+1' Zera Hulswit 86'                                    | Wedstrijdverslag            | | Weimar, Van Bentem ( 75' Pijnenburg), Koga, Obispo, Van der Sluijs ( 61' Heij), Itamura ( 81' Van de Westeringh), Waldus, Teulings, Van de Lavoir ( 74' Hulswit), Van Kerkhoven ( 61' Koopman), De Graaf              |
| Speelronde 22                                                                         | PSV | 3 – 2 (2 – 1)               | Feyenoord | Opstelling Feyenoord |
| 17 mei 2025 Aanvangstijd: 14.00 uur Plaats: Eindhoven PSV Campus De Herdgang          | Shanique Dessing 10', 41' Veerle Buurman 86' Fenna Kalma 87'                                                                                     | Wedstrijdverslag            | 22' Mao Itamura 78' (e.d.) Emma Frijns | Weimar, Van Bentem, Koga, Obispo, Van der Sluijs, Itamura ( 63' Van de Westeringh), Waldus, Teulings ( 77' Koopman), Van de Lavoir ( 62' Hulswit), Van Kerkhoven ( 86' Verspaget), De Graaf                           |

### KNVB Beker
| Achtste Finales                                                                       | Excelsior                                                                             | 2 – 2 (2 – 0) (2 – 4 na verlenging) | Feyenoord                                                                                         | Opstelling Feyenoord |
| 15 februari 2025 Aanvangstijd: 17.00 uur Plaats: Rotterdam Van Donge & De Roo Stadion | Dechamaily Lont 19' Katelyn Hendriks 44' 86' Chelsea Homan 105+5' Yara Helderman 110' | Wedstrijdverslag                    | 64', 109' Mao Itamura 75' Ella Van Kerkhoven 112' Esther Buabadi 120+1' Kirsten van de Westeringh | Szymczak, Van Bentem ( 46' Itamura), Koga, Obispo, Van der Sluijs, Van de Lavoir ( 69' Hulswit), Waldus ( 115' Verspaget), Teulings ( 69' Van de Westeringh), De Graaf ( 63' Buabadi), Koopman ( 63' Pijnenburg), Van Kerkhoven |
| Kwartfinales                                                                          | sc Heerenveen                                                                         | 0 – 3 (0 – 0)                       | Feyenoord                                                                                         | Opstelling Feyenoord |
| 14 maart 2025 Aanvangstijd: 19.30 uur Plaats: Heerenveen Sportpark Skoatterwald       | Evi Maatman 87'                                                                       | Wedstrijdverslag                    | 62' Ella Van Kerkhoven 67' Noëlle van der Sluijs 68' Van de Lavoir 70' Sanne Koopman              | Weimar, Pijnenburg, Koga, Obispo, Van der Sluijs ( 76' Heij), Itamura ( 74' Koopman), Waldus ( 76' Verspaget), Teulings, Van de Lavoir ( 80' Buabadi), Van Kerkhoven, De Graaf ( 64' Hulswit)                                   |
| Halve finales                                                                         | Feyenoord                                                                             | 0 – 3 (0 – 1)                       | PSV                                                                                               | Opstelling Feyenoord |
| 15 april 2025 Aanvangstijd: 20.00 uur Plaats: Rotterdam Sportcomplex Varkenoord       | Tess van Bentem 81'                                                                   | Wedstrijdverslag                    | 15' Renate Jansen 54' Lore Jacobs 62' Fenna Kalma 76' Shanique Dessing                            | Weimar, Van Bentem, Koga, Obispo, Pijnenburg, Waldus ( 82' Verspaget), Koopman ( 63' Itamura), Teulings, Van de Lavoir ( 63' Hulswit), Van Kerkhoven, De Graaf                                                                  |

## Statistieken Feyenoord 2024/2025

### Tussenstand Feyenoord in de Nederlandse Eredivisie Vrouwen 2024 / 2025
| Stand | Gespeeld | Gewonnen | Gelijk | Verloren | Punten | Doelpunten voor | Doelpunten tegen | Gele kaarten | Rode kaarten |
| ----- | -------- | -------- | ------ | -------- | ------ | --------------- | ---------------- | ------------ | ------------ |
| 5e    | 22       | 12       | 2      | 8        | 38     | 55              | 29               | 20           | 1            |

### Topscorers
| #              | Naam                      | Goal |
| -------------- | ------------------------- | ---- |
| 1.             | Ella Van Kerkhoven        | 13   |
| 2.             | Esmee de Graaf            | 10   |
| 3.             | Jarne Teulings            | 6    |
| 4.             | Jada Conijnenberg         | 5    |
| 4.             | Sanne Koopman             | 5    |
| 6.             | Toko Koga                 | 3    |
| 6.             | Maruschka Waldus          | 3    |
| 8.             | Mao Itamura               | 2    |
| 8.             | Celainy Obispo            | 2    |
| 10.            | Zera Hulswit              | 1    |
| 10.            | Romée van de Lavoir       | 1    |
| 10.            | Dechamaily Lont           | 1    |
| 10.            | Noëlle van der Sluijs     | 1    |
| 10.            | Kirsten van de Westeringh | 1    |
| Eigen doelpunt |                           |      |
| 1.             | Emma Frijns (PSV          | 1    |
| 1.             | Yaël Mollink (Excelsior)  | 1    |
| Totaal         | Totaal                    | 55   |

| #      | Naam                      | Goal |
| ------ | ------------------------- | ---- |
| 1.     | Mao Itamura               | 2    |
| 1.     | Ella Van Kerkhoven        | 2    |
| 2.     | Sanne Koopman             | 1    |
| 2.     | Romée van de Lavoir       | 1    |
| 2.     | Kirsten van de Westeringh | 1    |
| Totaal | Totaal                    | 7    |

| #      | Naam                | Goal |
| ------ | ------------------- | ---- |
| 1.     | Jada Conijnenberg   | 3    |
| 2.     | Esmee de Graaf      | 2    |
| 2.     | Romée van de Lavoir | 2    |
| 4.     | Ella Van Kerkhoven  | 1    |
| 4.     | Sanne Koopman       | 1    |
| 4.     | Imara Schutte       | 1    |
|        | Onbekend            | 6    |
| Totaal | Totaal              | 16   |

### Kaarten
| #      | Naam                  | Kreeg geel |
| ------ | --------------------- | ---------- |
| 1.     | Ella Van Kerkhoven    | 4          |
| 2.     | Justine Brandau       | 3          |
| 3.     | Tess van Bentem       | 2          |
| 3.     | Jada Conijnenberg     | 2          |
| 3.     | Esmee de Graaf        | 2          |
| 3.     | Celainy Obispo        | 2          |
| 3.     | Noëlle van der Sluijs | 2          |
| 8.     | Roméé van de Lavoir   | 1          |
| 8.     | Dechamaily Lont       | 1          |
| 8.     | Jarne Teulings        | 1          |
| Totaal | Totaal                | 20         |

| #      | Naam            | Kreeg voor de tweede keer geel en dus rood |
| ------ | --------------- | ------------------------------------------ |
| 1.     | Tess van Bentem | 1                                          |
| Totaal | Totaal          | 1                                          |

| #      | Naam   | Weggestuurd |
| ------ | ------ | ----------- |
| 1.     |        |             |
| Totaal | Totaal | '           |

## Voetnoten
ADO Den Haag · 
Ajax · 
AZ · 
Excelsior · 
Feyenoord · 
Fortuna Sittard · 
sc Heerenveen · 
PEC Zwolle · 
PSV · 
Telstar · 
FC Twente · 
FC Utrecht